# Anni 810
Gli anni 810 sono il decennio che comprende gli anni dall'810 all'819 inclusi.

## Eventi, invenzioni e scoperte

### Europa

#### Sacro Romano Impero
- 811 - Pace di Aquisgrana: L'impero romano d'Oriente, sotto l'imperatore Niceforo I, riconosce ufficialmente il Sacro Romano Impero.
- 813 - Concilio di Tours: Nascono le lingue romanze.
- 814: Morte di Carlo Magno. Suo figlio Ludovico il Pio sale al trono del Sacro Romano Impero.

#### Impero romano d'Oriente
- 811: Niceforo I firma la pace di Aquisgrana.
- 26 luglio 811 - Battaglia di Pliska: L'esercito bizantino viene massacrato da quello bulgaro. Niceforo I viene catturato e decapitato. Gli succede come imperatore il figlio Stauracio.
- 2 ottobre 811: Abdicazione di Stauracio. Diventa imperatore Michele I Rangabe.
- 813: Leone V rientra trionfante a Costantinopoli e, con l'abdicazione di Michele I, diventa imperatore.

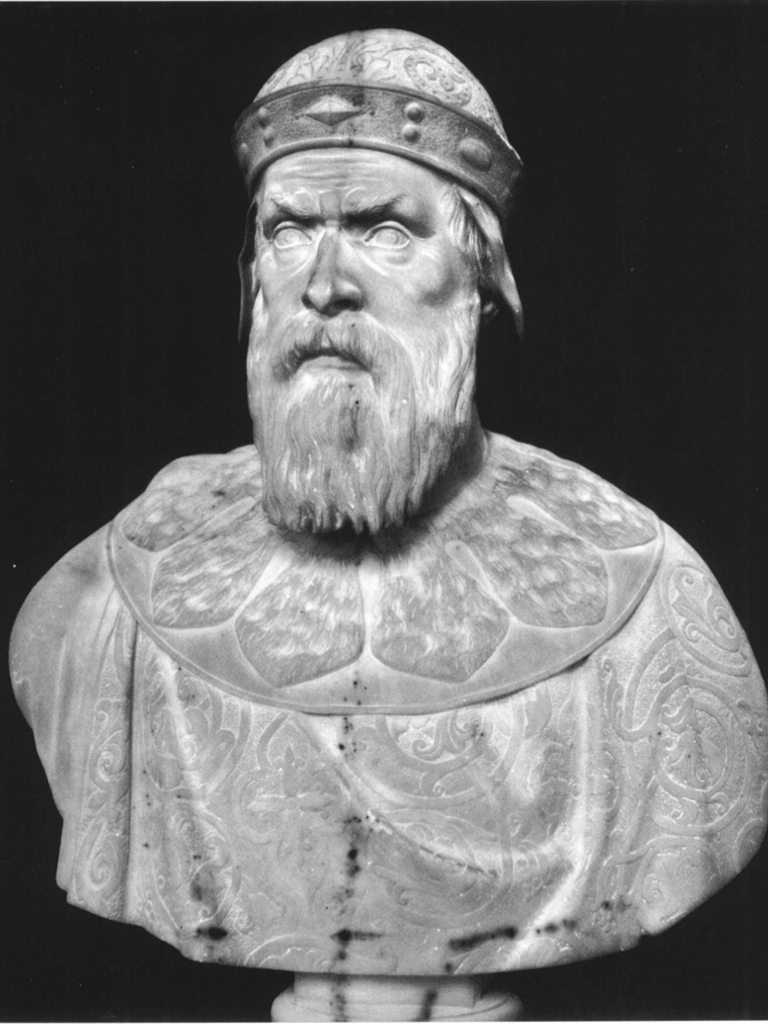
Busto raffigurante il Doge Agnello Partecipazio.

#### Repubblica di Venezia
- 810: Il Doge Obelerio Antenoero, dopo aver tentato invano di avvicinarsi nuovamente all'impero romano d'Oriente, cerca riparo da Carlo Magno, che però lo consegna a Costantinopoli, dove viene imprigionato.
- 811: Viene eletto Doge Agnello Partecipazio.

#### Regno di Danimarca
- 810: Re Göttrik saccheggia e conquista la Frisia, che diventa territorio danese.
- 810: Morte di re Göttrik. Gli succede Hemming.
- 812: Morte di re Hemming. Sigfred e Anulo si contendono il trono di Danimarca.

### Altro

#### Religione
- 815: Leone V fa ripristinare nuovamente l'iconoclastia.
- 22 giugno 816: Stefano IV diventa papa.
- 25 gennaio 817: Pasquale I diventa papa.

## Personaggi
- Carlo Magno, imperatore del Sacro Romano Impero.
- Ludovico il Pio, imperatore del Sacro Romano Impero.
- Agnello Partecipazio, doge della Repubblica di Venezia.
- Göttrik, re danese.
- Hemming, re danese.